# 亀山本徳寺
亀山本徳寺（かめやまほんとくじ）は、兵庫県姫路市亀山にある浄土真宗本願寺派の寺院。山号は「霊亀山」（れいきざん）。本尊は阿弥陀如来。「亀山御坊」・「亀山御堂」とも。

## 概要
永正12年（1515年）、蓮如の門弟・空善が飾磨郡英賀の英賀城下に本堂（英賀御堂）を開山したのを始まりとする。その後、在地の勢力である播磨三木氏の庇護のもと発展したが、天正8年（1580年）の羽柴秀吉の三木通秋の守る英賀城攻めに先立ち、戦火を避けるために秀吉に寄進された亀山へ移された。現在の伽藍の一部は、英賀から伽藍等を解体し亀山へと移したものという。
慶長7年（1602年）に本願寺教団は東西に分裂。本徳寺は姫路城に入った池田輝政の政策の下で西本願寺に属した。池田氏に代わって本多氏が姫路城主になると、元和4年（1618年）に本徳寺が分立。東本願寺勢力は亀山から姫路城下の船場へ移った（現在の姫路船場別院 本徳寺）。その後亀山は、播磨国における本願寺派の根本道場として発展することになる。江戸時代には西国総録所として傘下に380余の寺院を擁した。
明治時代以降は本願寺派の別格別院となり、戦後は一般寺院ではあるが同派由緒寺の扱いとなって現在に至る。
なお、最寄駅の山陽電鉄亀山駅は、昭和19年（1944年）まで亀山御坊駅と称した。

## 伽藍

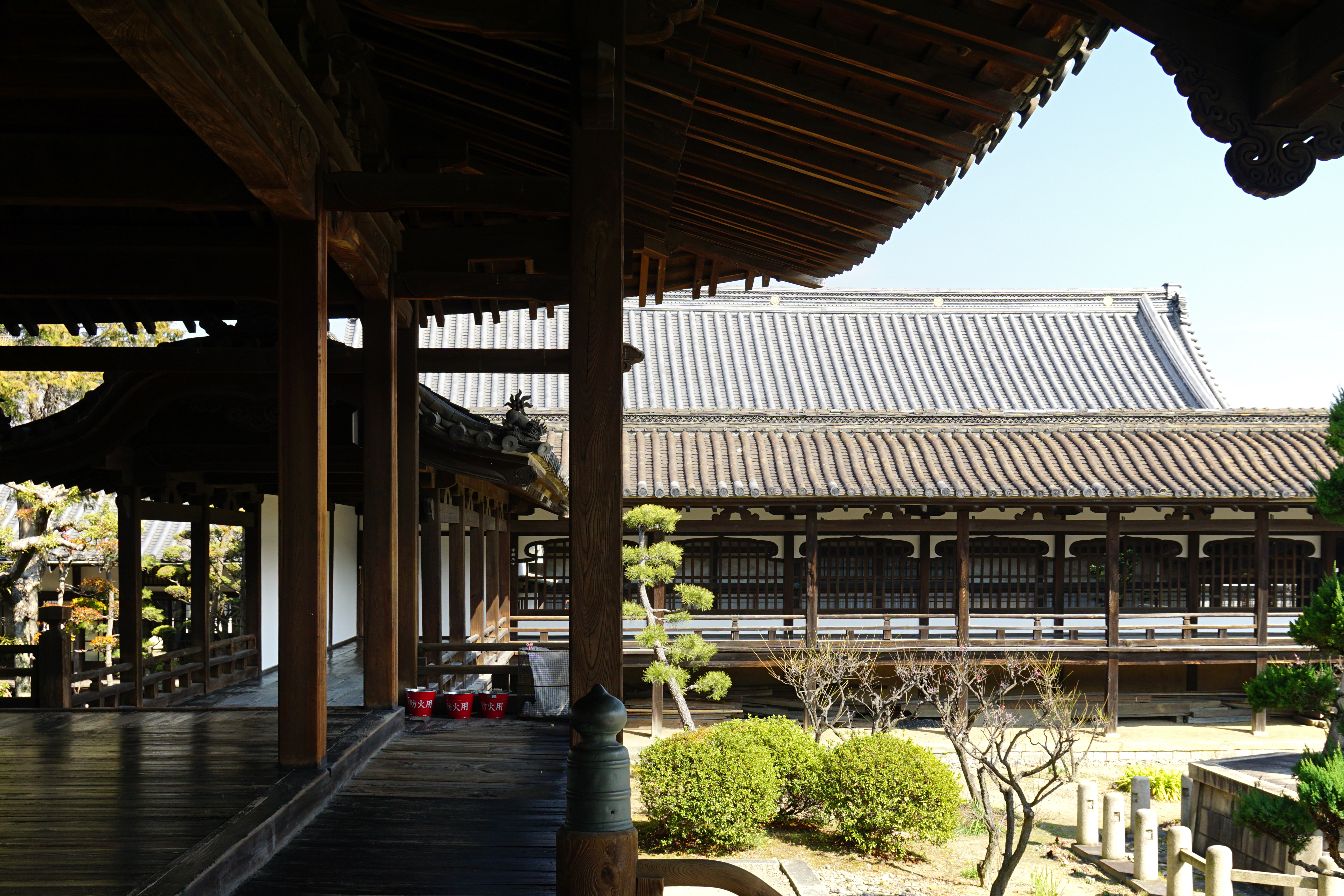
本堂から渡廊下、表書院を望む

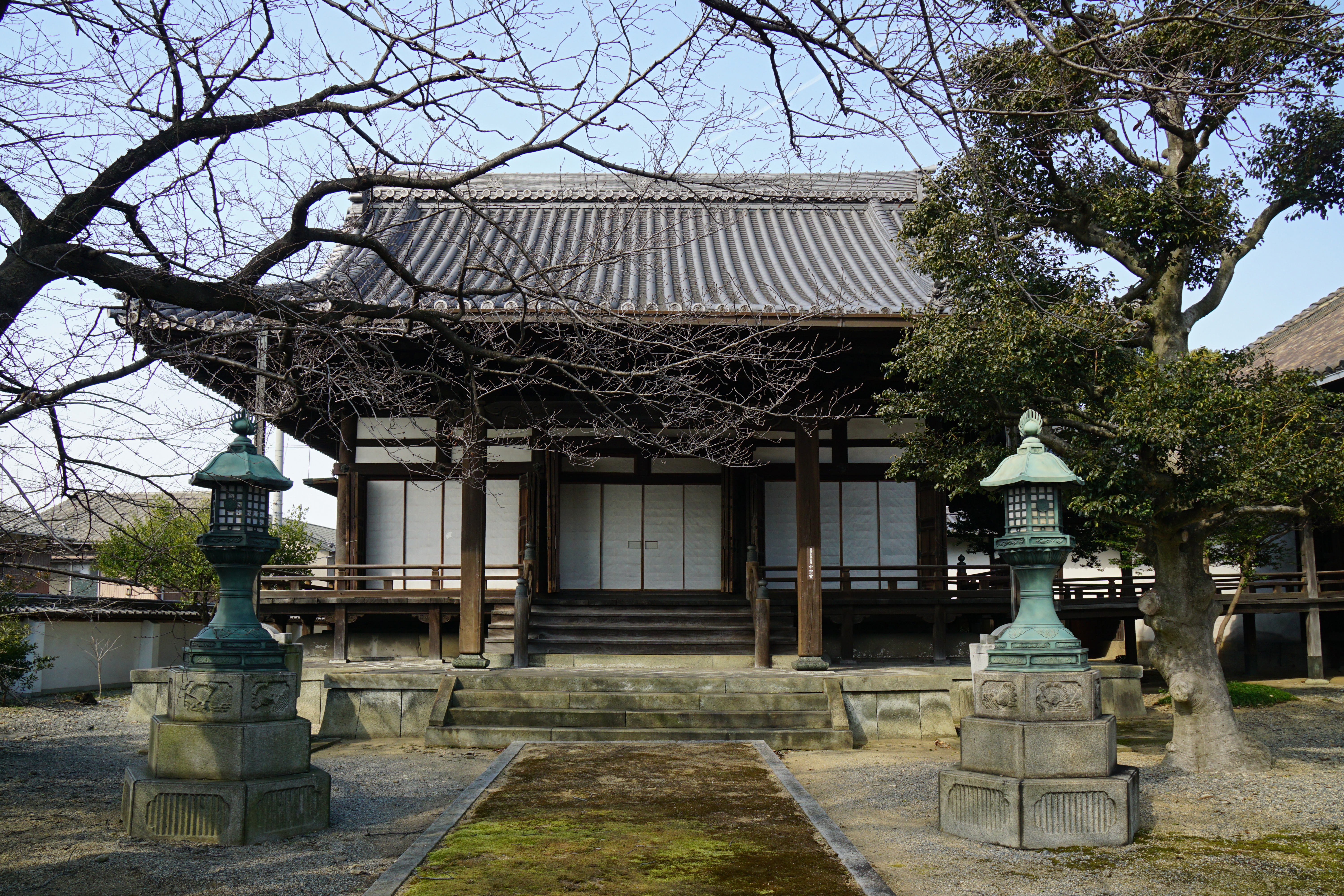
中宗堂（蓮如堂）

2万㎡の広大な境内を持ち、本堂・大広間・庫裡・経堂が兵庫県指定文化財となっている。本堂は兵庫県内有数の大型の仏堂である。この本堂は明治元年（1868年）に旧本堂が火災で焼失した後、西本願寺の北集会所の建物を移築したもので、妻入りの珍しい形式である。北集会所は新撰組が屯所として一時使用したこともある。
他に大玄関等15棟、「親鸞聖人絵巻」（全4巻）などが姫路市指定文化財となっている。
なお、松原八幡神社の祭礼である灘のけんか祭りの八家村地域の屋台の太鼓は元禄15年（1702年）作で、元は姫路城の登城太鼓だった。これを亀山本徳寺が譲り受け、のちに八家村へと贈られた、との由緒を持つ。
- 本堂
- 庫裡
- 表書院
- 奥書院
- 内道場
- 茶所
- 経堂
- 大玄関
- 太鼓楼
- 大門
- 目隠し塀
- 中宗堂（蓮如堂）
- 鐘楼
- 納骨壇
- 亀山本徳寺廟所

## 文化財

### 県指定文化財
- 本堂 - 元文三年(1738年)築、正面九間・側面十一間半、三間向拝付、入母屋造・本瓦葺妻入
- 大広間 - 18世紀中頃（推定）築、正面七間・側面十間半、入母屋造妻入、唐破風付、本瓦葺
- 庫裏 - 延享4年9月(1747年)築、主要部実長正面九間半・側面十間半、出入口唐破風付、入母屋造妻入、本瓦葺
- 経堂 - 18世紀中頃（推定）築、方三間もこし付經堂、方形造、本瓦葺

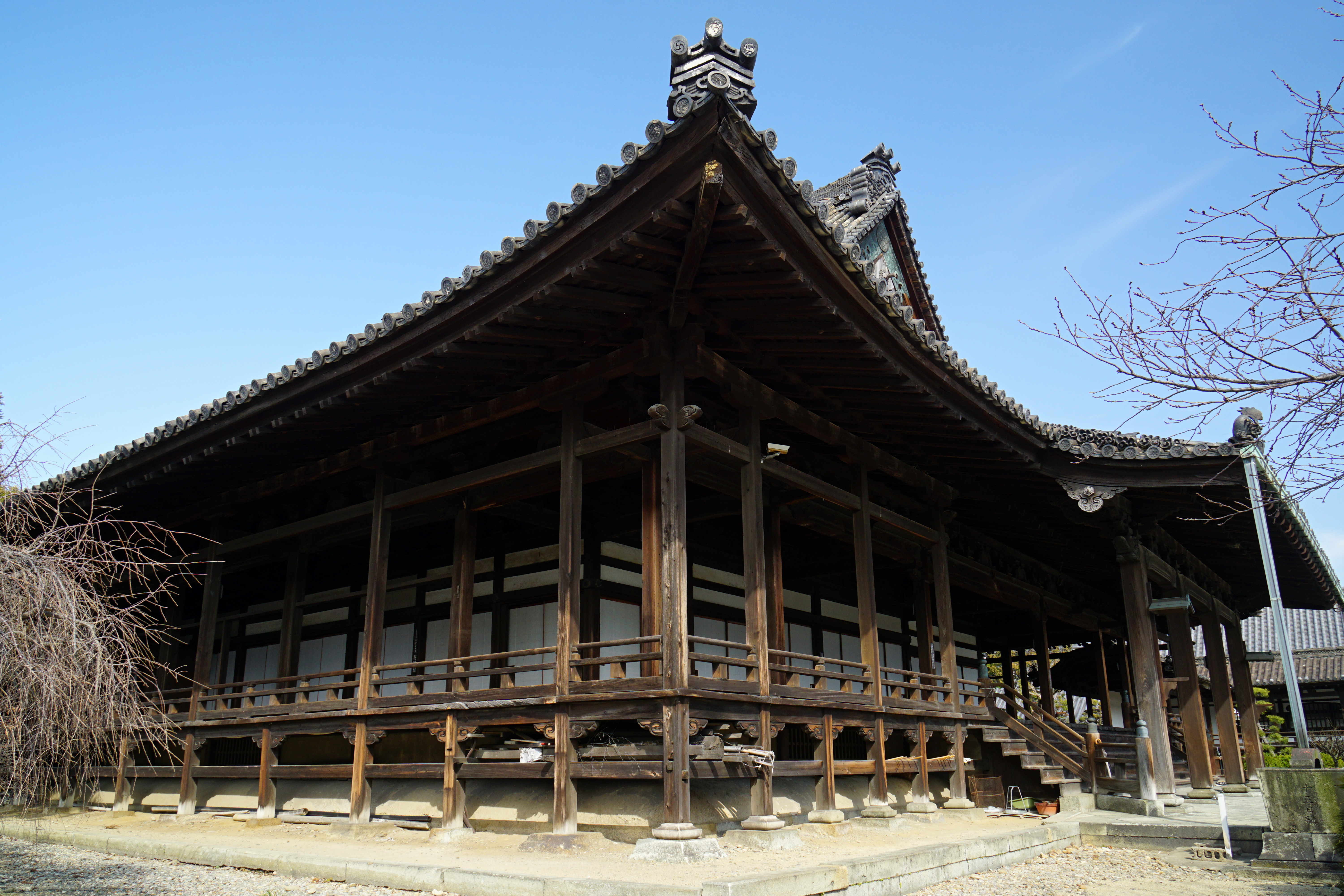
本堂
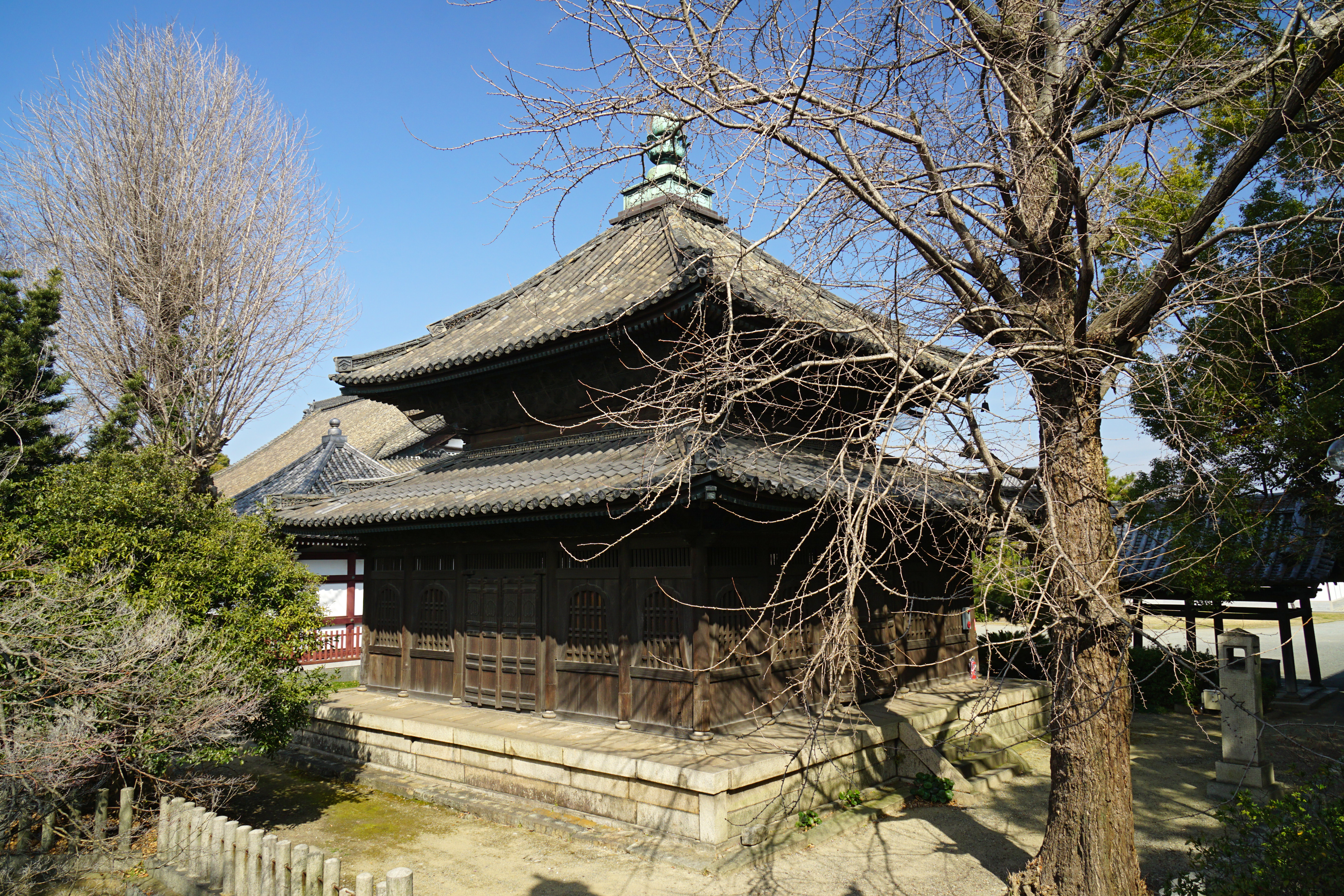
経堂

### 市指定文化財
- 大玄関 - 元禄4年8月(1691年)築、正面三間・側面五間・唐破風本瓦葺
- 表書院 - 19世紀前半（推定）築、正面五間・側面十一間、入母屋造妻入、本瓦葺
- 奥書院 - 天正14年(1586年)、主要部正面五間半・側面六間、入母屋造、桟瓦葺
- 内道場 - 18世紀中頃（推定）築、正面五間・側面三間・切妻屋根
- 太鼓楼 - 18世紀中頃（推定）築、下層正面三間・側面四間、上層方二間、上下層とも入母屋造、本瓦葺
- 大門 - 嘉永年間(1848 ～1854)築、一間一戸四脚門、切妻造、本瓦葺
- 茶所 - 主要部実長正面六間、側面四間、入母屋造、本瓦葺
- 大広間北殿（桜の間） - 18世紀頃（推定）築
- 中門 - 18世紀中頃（推定）築、切妻・本瓦葺
- 長屋塀・北門・芝倉 - 18世紀中頃（推定）築、正面三間・側面十五間・切妻・本瓦葺
- 米倉（穀物倉庫） - 18世紀中頃（推定）築、正面三間・側面五間・切妻・本瓦葺
- 蔵2棟 - 18世紀中頃（推定）築、正面二間・切妻

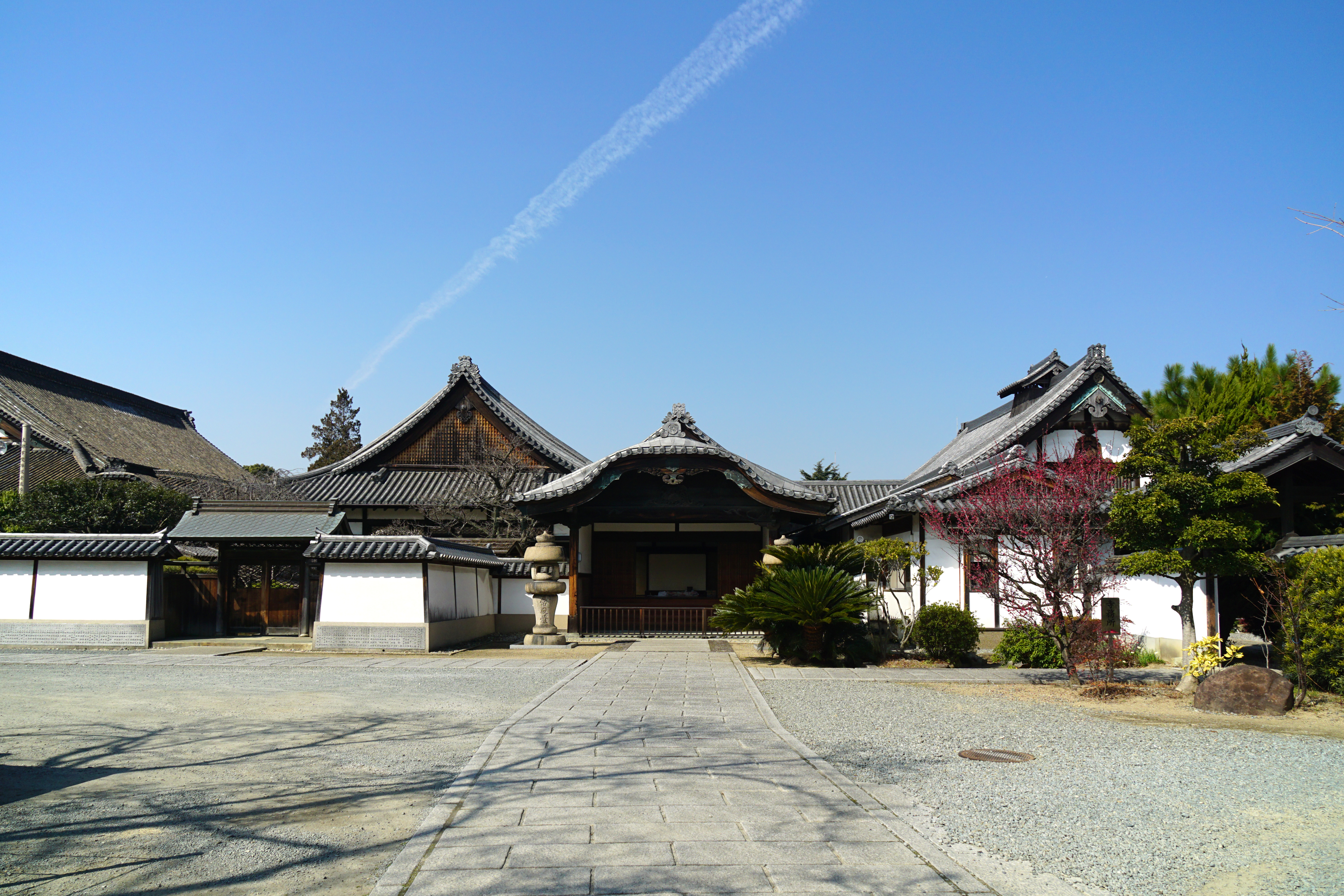
大玄関
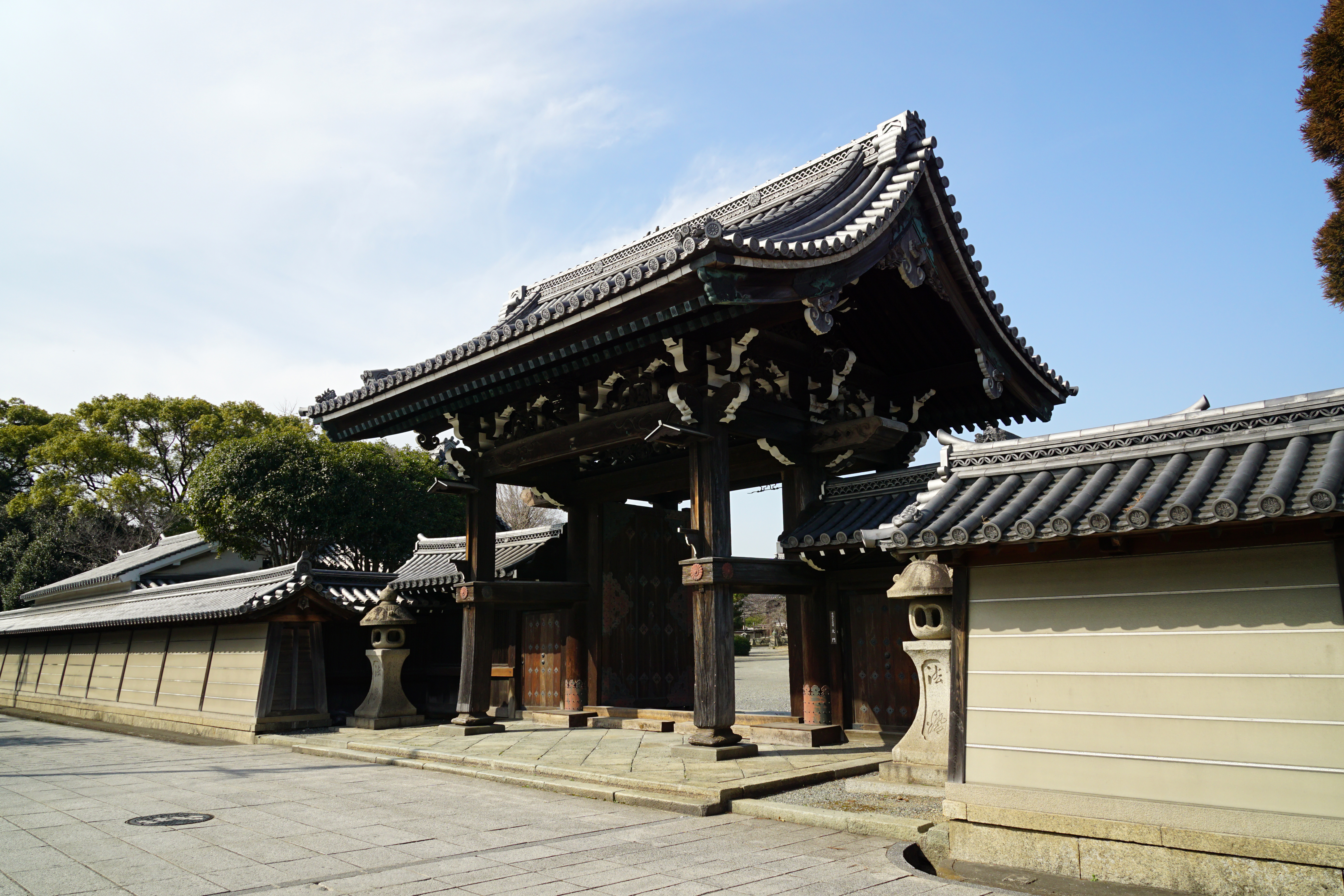
大門
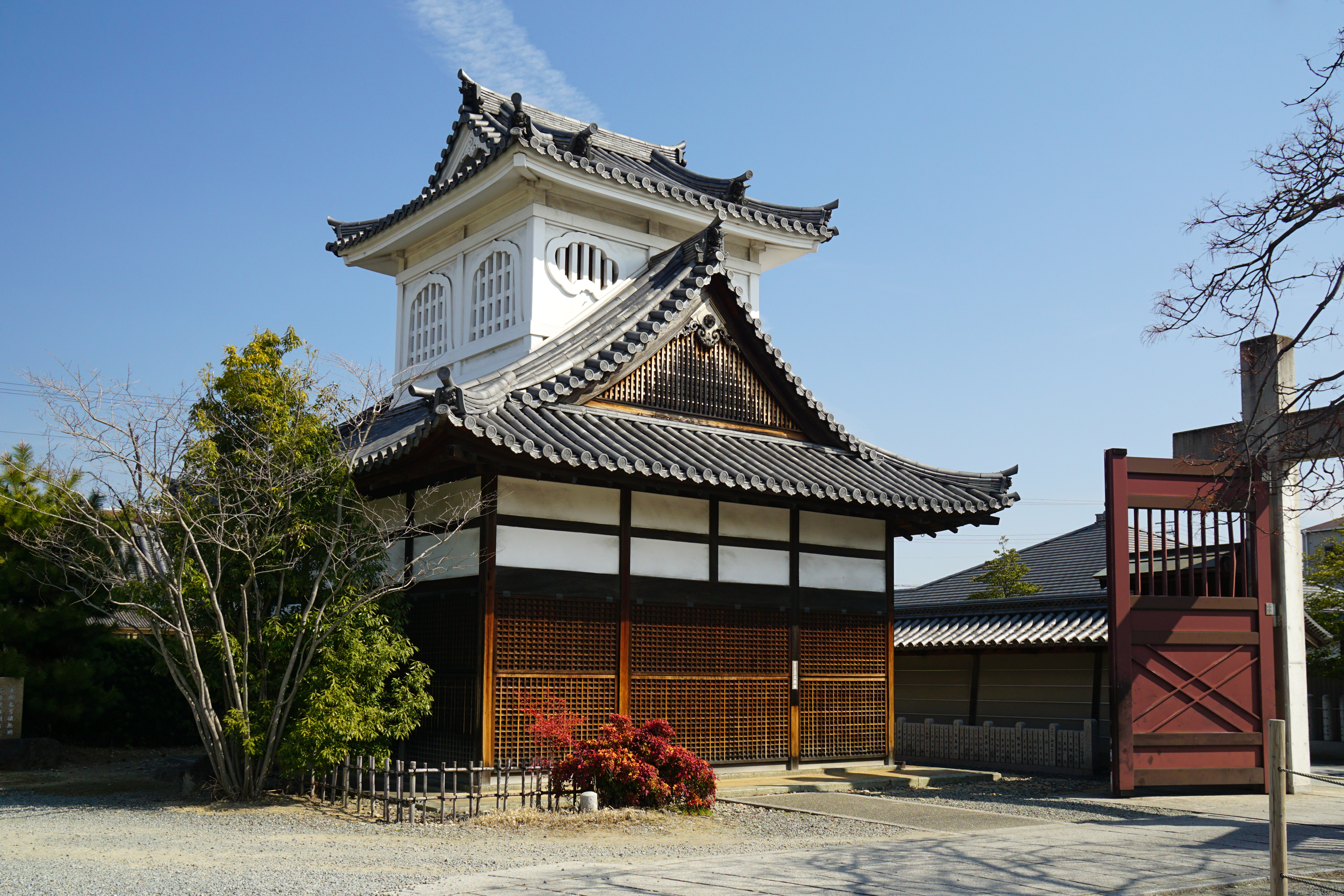
太鼓楼

## 主な撮影地となった映画・テレビドラマ
- NHK大河ドラマ「新選組!」（2004年作品）、「軍師官兵衛」（2014年作品）
- 映画「本能寺ホテル」（2017年公開）
- 映画「関ヶ原」(2017年公開)

## アクセス
神姫バス「西亀山」下車、東へ30m。

## 周辺
- 灘菊酒造
- 姫路恵美酒郵便局
- 手柄山平和公園